# Palazzo delle Assicurazioni Generali (Ferrara)

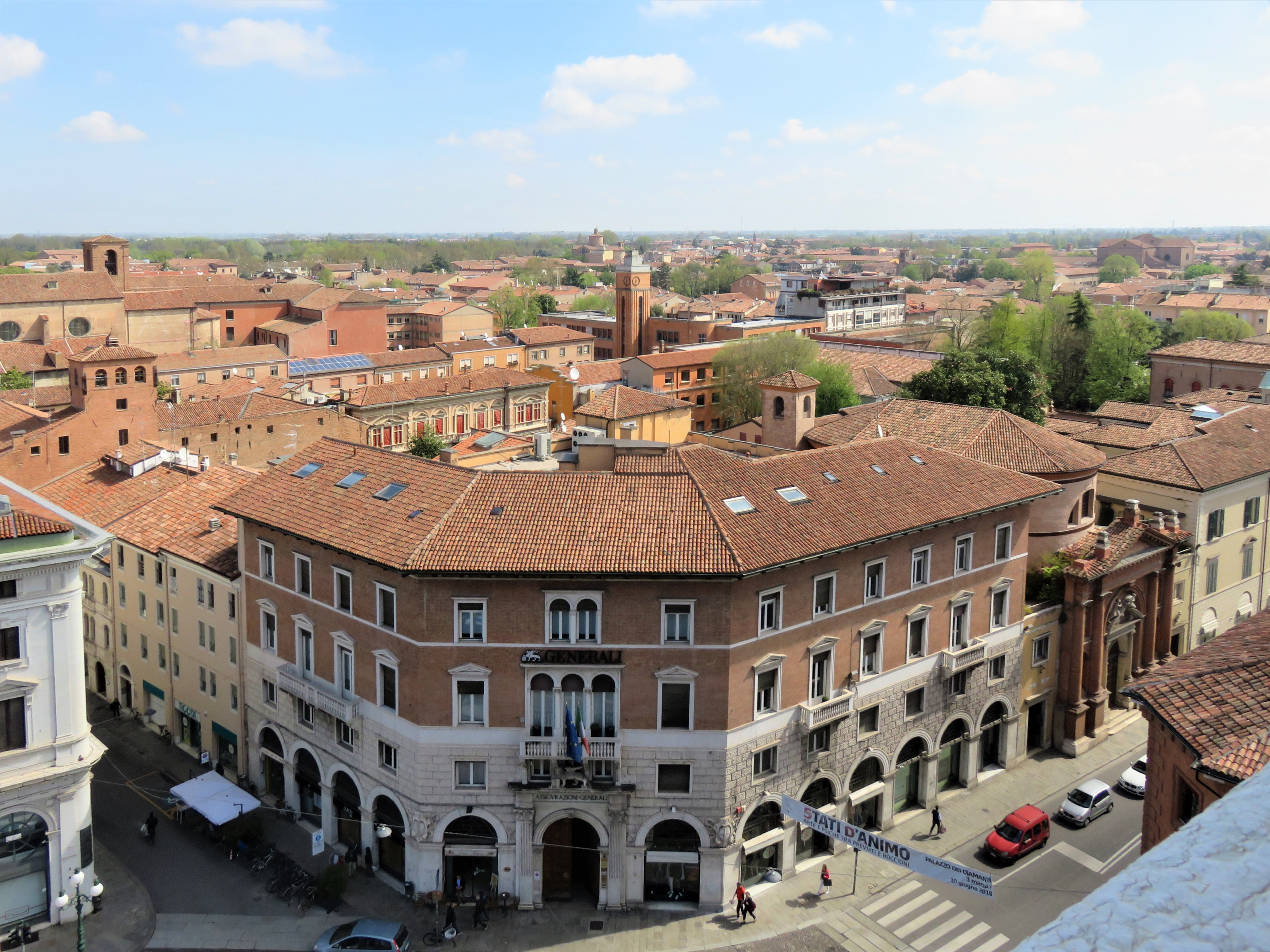
Palazzo delle Assicurazioni Generali vom Castello Estense aus

Der Palazzo delle Assicurazioni Generali ist ein Palast des 20. Jahrhunderts im Zentrum von Ferrara in der italienischen Region Emilia-Romagna. Er liegt in der Corsa della Giovecca 3.

## Geschichte
Die Assicurazioni Generali sind in Ferrara seit 1834 ansässig, nur drei Jahre nach ihrer Gründung in Triest; mit dem Sitz in Venedig ließen sie das Gebäude vor dem Castello Estense ab 1925 errichten, also zu Anfang der Periode, die „Addizione Novecentista“ genannt wird.

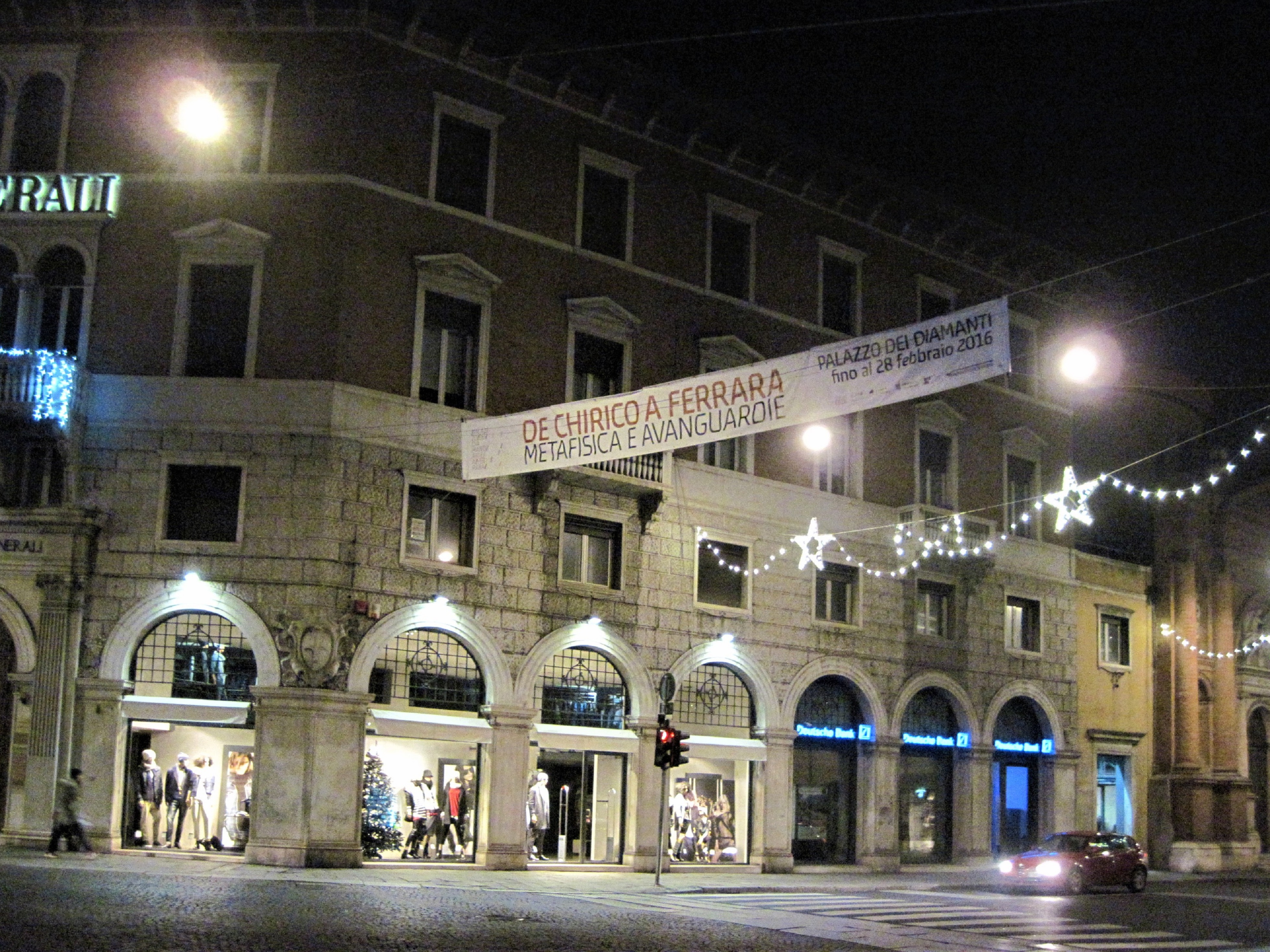
Nächtliche Ansicht des Palastes am Corso della Giovecca

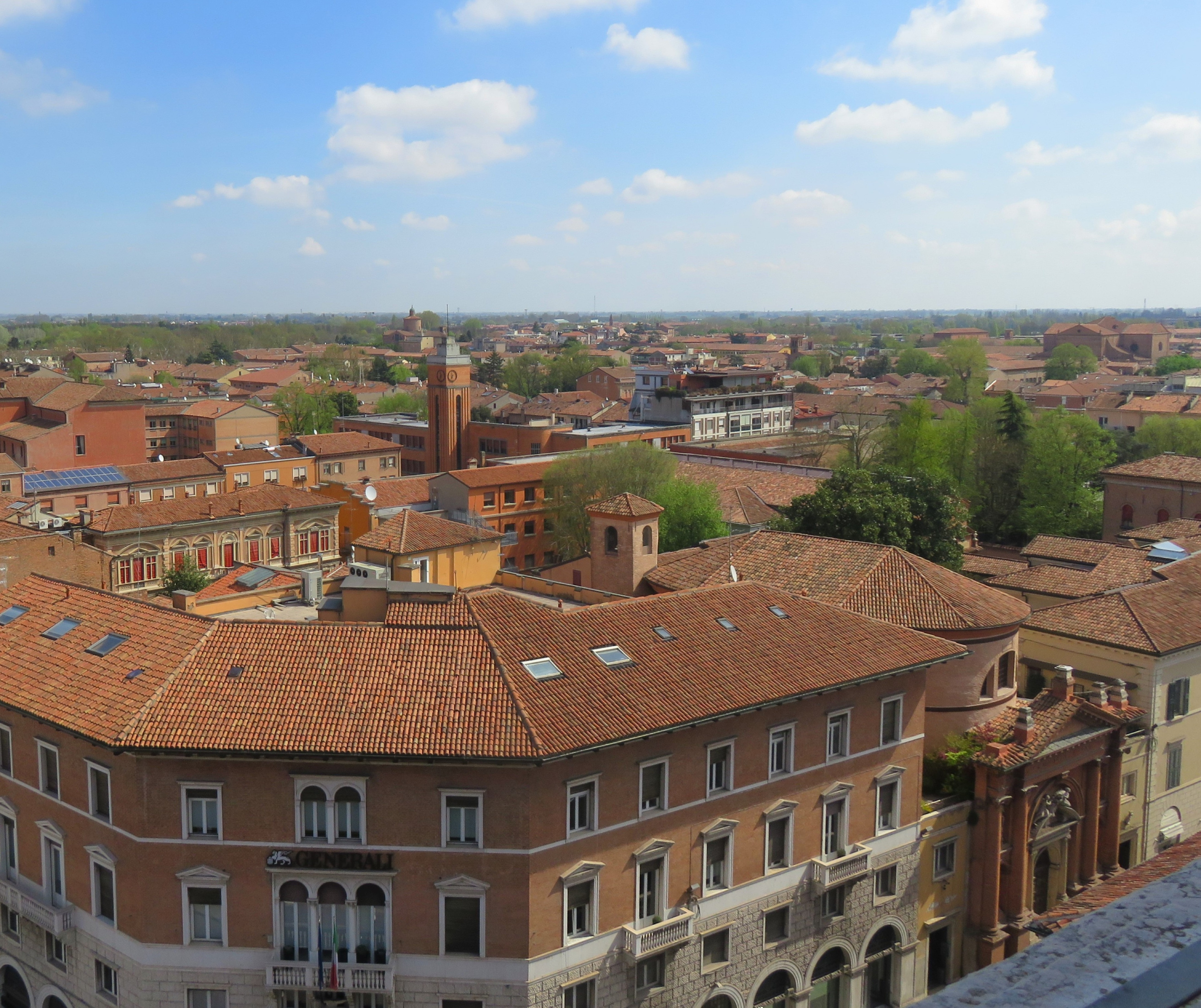
Gelände der ehemaligen Kirche Sant’Anna direkt neben dem Palazzo delle Assicurazioni Generali. Man beachte besonders den Turm der Grundschule Alda Costa.

Vor dem Bau des Palastes gab es auf dem Gelände einen Turm mit einer Glocke, der im Bereich der Spitze mit vier Statuen verziert war. Sobald die Assicurazioni Generali das Gelände gekauft hatten, betrauten sie Ferdinando Forlati und Augusto Berlese aus Padua mit dem Projekt, die die Fassade in einem als ungeeignet erachteten Stil von Girolamo und Carlo Savonuzzi errichteten, die versuchten, von den städtischen Ämtern Änderungen zu erhalten, um sie stärker in die Stadtplanung zu integrieren, aber ohne Erfolg. Einige Jahre später wurde das benachbarte Gelände der ehemaligen Kirche Sant’Anna einer wichtigen Umgestaltung unterzogen, die in bemerkenswerter Weise die gesamte Gegend veränderte.

## Beschreibung
Der Palast zeigt ein klassisches Aussehen, das von Venedig inspiriert ist. Er liegt in Largo Castello an der Ecke des Corso della Giovecca und der Via Borgoleoni, mitten in der Stadt vor dem Castello Estense und neben dem Teatro Claudio Abbado. Das Erdgeschoss wird für geschäftliche Zwecke genutzt und lange Zeit war dort der Schreibwarenladen „Taddei“ untergebracht.